# Бангладесько-непальські відносини

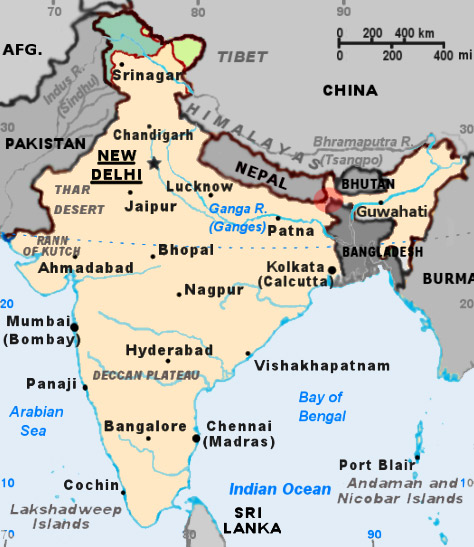
Коридор Силігурі, який розділяє Бангладеш і Непал

Бангладесько-непальські відносини — двосторонні відносини між Бангладеш і Непалом. Дипломатичні відносини між країнами встановлено в 1971. Дві країни розділені коридором Силігурі — невеликою ділянкою території індійського штату Західний Бенгал, розташованою між південною частиною Непалу і північною частиною Бангладеш. Обидві країни є членами Асоціації регіонального співробітництва Південної Азії та Ініціативи країн Бенгальської затоки щодо багатостороннього технічного та економічного співробітництва.

## Історія
У 1971, під час третьої індо-пакистанської війни, Непал зайняв нейтральну позицію, але 16 січня 1972 став одним з перших держав світу, які визнали незалежність Бангладеш від Пакистану. Щоб помститись, Пакистан розірвав дипломатичні відносини з Непалом. Завдяки співпраці з Бангладеш, Непал отримав доступ до портових споруд в Бенгальській затоці, що позитивно позначилося на зростанні зовнішньої торгівлі. Коли Бангладеш був частиною Пакистану, співробітництво між цими країнами було обмежене.
У 1975 в Бангладеш стався військовий переворот, після чого до влади прийшов уряд, який став віддалятися від Індії, що в свою чергу призвело до зближення Бангладеш з Непалом, оскільки обидві ці держави прагнуть протистояти впливу їхнього найбільшого сусіда.
У квітні 1976 країни підписали двосторонню угоду щодо розвитку торгівлі, транзиту та цивільної авіації. Угода про транзит звільняє країни від мит та інших зборів при перевезенні вантажів.
У 1986 Бангладеш вимагав участі Непалу в переговорах з Індією стосовно розподілу води з річки Ганг.

## Двостороння торгівля
Попри прогрес у двосторонніх відносинах, обсяг товарообігу між країнами становить менш як 60 млн доларів США на рік. У 2008-2009 експорт з Бангладеш у Непал склав суму 6,7 млн доларів США (фармацевтичні препарати, одяг, пластик, вироби кустарного промислу та інші товари). Непал експортував у Бангладеш товарів на 53 млн доларів США (сільськогосподарська продукція, така як: боби, сочевиця, рис і пшениця).

### Транзитний маршрут
У 1998 Індія та Бангладеш підписали договір, який забезпечив непальським товарам вільний доступ у Бангладеш через транзитний маршрут в Індії. 2010 року прем'єр-міністр Індії Манмоган Сінґх і прем'єр-міністр Бангладеш Хасіна Вазед виступили зі спільною заявою, в якій повідомили про рішення надати Непалу і Бутану вільний транзитний доступ до бангладеських портів.